# Liste der Kreisstraßen im Salzlandkreis
Die Liste der Kreisstraßen im Salzlandkreis ist eine Auflistung der Kreisstraßen im Salzlandkreis, Sachsen-Anhalt. Die Gesamtlänge aller Kreisstraßen betrug am 1. Januar 2012 insgesamt 348 km.

## Abkürzungen
- K: Kreisstraße
- L: Landesstraße

## Liste
Die Kreisstraßen werden landesweit durchnummeriert und behalten die ihnen zugewiesene Nummer bei einem Wechsel in einen anderen Landkreis oder in eine kreisfreie Stadt innerhalb von Sachsen-Anhalt. Nicht vorhandene bzw. nicht nachgewiesene Kreisstraßen werden in Kursivdruck gekennzeichnet, ebenso Straßen und Straßenabschnitte, die unabhängig vom Grund (Herabstufung zu einer Gemeindestraße oder Höherstufung) keine Kreisstraßen mehr sind.
| Nr.     | Verlauf |
| ------- | --- |
| K 1227a | (K 1227 in Magdeburg) – Kreisgrenze – K 1296 in Elbenau |
| K 1243a | Grube Alfred – L 68 – Tornitz – Werkleitz – Saalefähre – K 1284 – Groß Rosenburg – K 1282 – L 149 – K 1283 – Breitenhagen – Alt Tochheim – Saalefähre – Kreisgrenze – (K 1243 im Landkreis Anhalt-Bitterfeld) |
| K 1277a | Glinde – L 51 in Pömmelte |
| K 1279a | L 51 in Schönebeck (Elbe) – Felgeleben – K 1299 – – Gnadau – K 1755 – K 1751 – Zeitz – K 1280 – K 1754 – L 51 in Barby                                                                                        |
| K 1280a | K 1279 – Wespen |
| K 1282a | Klein Rosenburg – K 1243 in Groß Rosenburg |
| K 1283a | K 1243 – L 63/L 149 in Lödderitz (jetzt L 149) |
| K 1284a | K 1243 in Groß Rosenburg – L 63/L 64 in Patzetz |
| K 1286a | L 64 in Zuchau – Kreisgrenze – (K 2091 im Landkreis Anhalt-Bitterfeld) |
| K 1287a | L 63 – Wispitz – K 2101 |
| K 1288a | Trabitz – L 63 |
| K 1290a | L 63 in Brumby – K 2102 |
| K 1291a | K 1298 in Kleinmühlingen – Zens – L 65 |
| K 1292a | L 65 in Schönebeck (Elbe) – Bad Salzelmen – Eggersdorf – K 1294 – Großmühlingen – K 1298 – Eickendorf – K 1293 – Glöthe – L 63 in Üllnitz                                                                     |
| K 1293a | in Welsleben – Biere – L 69 – K 1292 in Eickendorf |
| K 1294a | L 69 – K 1292 in Eggersdorf |
| K 1295a | – L 65 in Bad Salzelmen |
| K 1296a | in Grünewalde – Elbenau – K 1227 – Plötzky – Pretzien – K 1759 – Ranies – |
| K 1298a | K 1292 in Großmühlingen – Kleinmühlingen – K 1291 – L 65 |
| K 1299a | L 65 in Schönebeck (Elbe) – K 1279 in Felgeleben |
| K 1301a | (K 1301 im Landkreis Börde) – Kreisgrenze – Hakeborn – Egeln – Tarthun – Unseburg – L 70 |
| K 1302a | K 1306 in Groß Börnecke – Athensleben – Lust – K 1303 – L 71 – L 70 in Atzendorf |
| K 1303a | L 71 – K 1302 – Löderburg – K 1303a – L 71 in Staßfurt |
| K 1303a | K 1303 in Löderburg – L 71 |
| K 1304a | L 73 in Hohenerxleben – Rathmannsdorf – L 71 – K 2304 |
| K 1306a | in Schneidlingen – Groß Börnecke – K 1302 – Gänsefurth – L 73 in Hecklingen |
| K 1308a | L 76 in Westeregeln – Kreisgrenze – (K 1308 im Landkreis Börde) |
| K 1309a | L 50 – Löbnitz |
| K 1330a | L 85 in Mehringen – Drohndorf – Freckleben – Kreisgrenze – (K 2330 im Landkreis Harz) |
| K 1361a | (K 2361 im Landkreis Harz) – Kreisgrenze – Gatersleben – K 1368 – Kreisgrenze – (K 2361 im Landkreis Harz) |
| K 1368a | K 1361 in Gatersleben – Nachterstedt – K 1353 – ... – K 1370 – Frose – L 85 – Kreisgrenze – (K 1368 im Landkreis Harz)                                                                                        |
| K 1369a | L 85 in Hoym – Kreisgrenze – (K 1369 im Landkreis Harz) |
| K 1370a | L 73 – Frose – K 1368 – L 75 in Hoym |
| K 1371a | L 73 – Wilsleben – in Aschersleben |
| K 1372a | in Aschersleben – Groß Schierstedt – Klein Schierstedt – Giersleben – K 1373 – L 72 |
| K 1373a | Strummendorf – K 1374 – K 1372 in Giersleben |
| K 1374a | in Aschersleben – / – K 1373 – L 72 – / |
| K 1751a | K 1279 in Gnadau – Döben – L 65 |
| K 1754a | L 51 – K 1279 |
| K 1755a | K 1279 in Gnadau – Döben |
| K 1756a | L 68 – K 1757 |
| K 1757a | L 68 – K 1756 |
| K 1759a | (K 1015 im Landkreis Jerichower Land) – Kreisgrenze – K 1296 in Pretzien |
| K 2082a | K 2087 in Biendorf – Kreisgrenze – (K 2082 im Landkreis Anhalt-Bitterfeld) |
| K 2086a | K 2087 in Biendorf – Kreisgrenze – (K 2086 im Landkreis Anhalt-Bitterfeld) |
| K 2087a | (K 2087 im Landkreis Anhalt-Bitterfeld) – Kreisgrenze – Wohlsdorf – K 2088 – Biendorf – K 2086 – L 149 |
| K 2088a | – Kreisgrenze – (K 2088 im Landkreis Anhalt-Bitterfeld) – Kreisgrenze – Crüchern – L 149 – K 2103 – L 149 in Crüchern – K 2087 in Wohlsdorf                                                                   |
| K 2100a | Pobzig – L 73 – Borgesdorf – Gramsdorf |
| K 2101a | K 1287 – Wedlitz – L 73 – L 150 – Grimschleben |
| K 2102a | K 1290 – L 50 in Neugattersleben |
| K 2103a | L 146 in Roschwitz – Poley – L 149 in Crüchern |
| K 2104a | K 2105 in Gröna – K 2107 – Peißen – L 50 – Kleinwirschleben – L 146 in Baalberge |
| K 2105a | L 50 in Bernburg (Saale) – Neuborna – K 2104 in Gröna – ... – Poplitz – L 149 in Beesenlaubingen |
| K 2106a | K 2105 in Gröna – K 2107 (jetzt K 2104) |
| K 2107a | K 2105 in Bernburg (Saale) – K 2104 – Kustrena – Am Zoll – L 149 |
| K 2108a | K 2304 in Güsten – Osmarsleben – L 65 – Plötzkau (– Abzweig zur L 74) – Großwirschleben |
| K 2109a | L 149 in Lebendorf-Siedlung – Lebendorf – Wiendorf – L 148 – Gerlebogk (– Abzweig zur Kreisgrenze – (K 2109 im Landkreis Anhalt-Bitterfeld)) – L 144 in Kirchedlau                                            |
| K 2110a | L 144 in Hohenedlau – Sieglietz – Kreisgrenze – (K 2110 im Saalekreis) |
| K 2111a | L 153 in Alsleben (Saale) – Strenznaundorf – K 2112 – L 153 in Gnölbzig |
| K 2112a | L 151 in Belieben – Piesdorf – K 2113 – K 2111 in Strenznaundorf |
| K 2113a | K 2112 in Piesdorf – Kreisgrenze – (K 2113 im Landkreis Mansfeld-Südharz) |
| K 2120a | L 155 – Brucke – Saalefähre – Kreisgrenze – (K 2120 im Saalekreis) – Kreisgrenze – L 156 |
| K 2129a | L 50 in Könnern – Golbitz – L 144 in Hohenedlau |
| K 2304a | K 1304 – Güsten – K 2108 – Amesdorf – L 72 |
| K 2530a | Haus Zeitz – L 151 |